# Production IMS
Production IMS Co., Ltd. (株式会社プロダクションアイムズ, Kabushiki gaisha Purodakushon Aimuzu) o Production IMS, fue un estudio de animación japonés y empresa de producción.

## Problemas financieros
La compañía se estableció el 14 de febrero de 2013 por miembros del personal anterior de Anime International Company. Su sede estaba localizada en Nerima, Tokio, Japón.
El 20 de diciembre de 2017, el animador Teru Miyazaki publicó y luego eliminó un tuit en Twitter que decía que un estudio de anime, supuestamente Production IMS, no estaba pagando a sus animadores. El 7 de junio del año siguiente, la empresa de investigación crediticia Tokyo Shoko Research informó que Production IMS había comenzado a consolidar sus deudas y que el personal estaba considerando declararse en bancarrota. La empresa se declaró en quiebra el 21 de septiembre de 2018 y cerró el 11 de octubre del mismo año.

## Trabajos

### Series de televisión
| Año  | Título                                              | Director(es)                   | Fecha de primera transmisión | Fecha de última transmisión | Eps. | Notas                                                                                       | Refs.  |
| ---- | --------------------------------------------------- | ------------------------------ | ---------------------------- | --------------------------- | ---- | ------------------------------------------------------------------------------------------- | ------ |
| 2014 | Inari, Konkon, Koi Iroha.                           | Tōru Takahashi                 | 15 de enero de 2014          | 19 de marzo de 2014         | 10   | Adaptación del manga escrito e ilustrado por Morohe Yoshida.                                | [ 5 ]  |
| 2014 | Date A Live II                                      | Keitarō Motonaga               | 11 de abril de 2014          | 13 de junio de 2014         | 10   | Secuela de Date A Live.                                                                     | [ 6 ]  |
| 2014 | Ore, Twintail ni Narimasu.                          | Hiroyuki Kanbe                 | 9 de octubre de 2014         | 25 de diciembre de 2014     | 12   | Adaptación de las novela ligeras escritas por Yume Mizusawa e ilustradas por Ayumu Kasuga.  | [ 7 ]  |
| 2015 | Shinmai Maō no Testament                            | Hisashi Saitō                  | 7 de enero de 2015           | 25 de marzo de 2015         | 12   | Adaptación de las novela ligeras escritas por Tetsuto Uesu e ilustradas por Nekosuke Ōkuma. | [ 8 ]  |
| 2015 | Jōkamachi no Dandelion                              | Noriaki Akitaya                | 2 de julio de 2015           | 17 de septiembre de 2015    | 12   | Adaptación del manga escrito e ilustrado por Ayumu Kasuga.                                  | [ 9 ]  |
| 2015 | Shinmai Maō no Testament Burst                      | Hisashi Saitō                  | 9 de octubre de 2015         | 11 de diciembre de 2015     | 10   | Secuela de Shinmai Maō no Testament.                                                        | [ 10 ] |
| 2016 | Active Raid: Kidō Kyōshūshitsu Dai Hachi Gakari     | Gorō Taniguchi Noriaki Akitaya | 7 de enero de 2016           | 24 de marzo de 2016         | 12   | Historia original.                                                                          | [ 11 ] |
| 2016 | Hundred                                             | Tomoki Kobayashi               | 4 de abril de 2016           | 21 de junio de 2016         | 12   | Adaptación de las novela ligeras escritas por Jun Misaki e ilustradas por Nekosuke Ōkuma.   | [ 12 ] |
| 2016 | High School Fleet                                   | Yū Nobuta                      | 9 de abril de 2016           | 25 de junio de 2016         | 12   | Historia original.                                                                          | [ 13 ] |
| 2016 | Masō Gakuen H × H                                   | Hiroyuki Furukawa              | 6 de julio de 2016           | 21 de septiembre de 2016    | 12   | Adaptación de las novela ligeras escritas por Masamune Kuji e ilustradas por Hisasi.        | [ 14 ] |
| 2016 | Active Raid: Kidō Kyōshūshitsu Dai Hachi Gakari 2nd | Gorō Taniguchi Noriaki Akitaya | 12 de julio de 2016          | 27 de septiembre de 2016    | 12   | Secuela de Active Raid: Kidō Kyōshūshitsu Dai Hachi Gakari.                                 | [ 15 ] |
| 2018 | Takunomi.                                           | Tomoki Kobayashi               | 12 de enero de 2018          | 30 de marzo de 2018         | 12   | Adaptación del manga yonkoma escrito e ilustrado por Haruto Hino.                           | [ 16 ] |

### Películas
| Año  | Título                                      | Director(es)     | Duración | Notas                                                   | Refs.  |
| ---- | ------------------------------------------- | ---------------- | -------- | ------------------------------------------------------- | ------ |
| 2014 | Sora no Otoshimono Final: Eternal My Master | Hisashi Saitō    | 50m      | Secuela de Sora no Otoshimono: Tokeijikake no Angeloid. | [ 17 ] |
| 2015 | Date A Live Movie: Mayuri Judgment          | Keitarō Motonaga | 72m      | Secuela de Date A Live II.                              | [ 18 ] |

### OVAs
| Año  | Título                                                                  | Director(es)     | Fecha de primera transmisión | Fecha de última transmisión | Eps. | Notas                                                                               | Refs.  |
| ---- | ----------------------------------------------------------------------- | ---------------- | ---------------------------- | --------------------------- | ---- | ----------------------------------------------------------------------------------- | ------ |
| 2014 | Inari, Konkon, Koi Iroha. Inari, Konkon, Semishigure.                   | Tōru Takahashi   | 26 de junio de 2014          | 26 de junio de 2014         | 1    | Episodio no emitido incluido con el octavo volumen de edición limitada del manga.   | [ 17 ] |
| 2014 | Date A Live II: Kurumi Star Festival                                    | Keitarō Motonaga | 8 de diciembre de 2014       | 8 de diciembre de 2014      | 1    | Episodio incluido con el tercer volumen de Date A Live: Encore.                     | [ 17 ] |
| 2015 | Shinmai Maō no Testament: Tōjō Basara no Hard Sweet na Nichijō          | Hisashi Saitō    | 22 de junio de 2015          | 22 de junio de 2015         | 1    | Episodio no emitido incluido con el octavo volumen de la novela ligera.             | [ 17 ] |
| 2016 | Shinmai Maō no Testament Burst: Tōjō Basara no Shigoku Heiwa na Nichijō | Hisashi Saitō    | 26 de enero de 2016          | 26 de enero de 2016         | 1    | Secuela de Shinmai Maō no Testament Burst.                                          | [ 17 ] |
| 2017 | High School Fleet OVA                                                   | Yū Nobuta        | 31 de marzo de 2017          | 24 de mayo de 2017          | 2    | Secuela de High School Fleet.                                                       | [ 17 ] |
| 2018 | Shinmai Maō no Testament Departures                                     | Hisashi Saitō    | 28 de marzo de 2018          | 28 de marzo de 2018         | 1    | Secuela de Shinmai Maō no Testament Burst: Tōjō Basara no Shigoku Heiwa na Nichijō. | [ 19 ] |